# Nordvestpolitiets Førstemand
Nordvestpolitiets Førstemand (originaltitel Tiger Rose) er en amerikansk stumfilm fra 1923 af Sidney Franklin.

## Medvirkende
- Lenore Ulric som Rose Bocion
- Forrest Stanley som Michael Devlin
- Joseph J. Dowling som Thibault
- George Beranger som Pierre
- Sam De Grasse som Dr. Cusick
- Theodore von Eltz som Bruce Norton
- Claude Gillingwater som Hector McCollins